# Is-sur-Tille
Is-sur-Tille je francouzská obec v departementu Côte-d'Or v regionu Burgundsko-Franche-Comté. Nachází se asi dvacet kilometrů severně od Dijonu na rozhraní dvou přírodních oblastí:
- na západě je zalesněná vápencová plošina, jejíž nadmořská výška přesahuje 400 metrů,
- na východě je vlhčí jílovitá planina, mírně se svažující k jihovýchodu k řece Saône a využívaná především pro zemědělství.

Město leží u řeky Ignon, která se tu dělí do několika ramen a za městem se vlévá do řeky Tille, přítoku řeky Saône. Průměrná nadmořská výška Is-sur-Tille je asi 280 metrů. Přítomnost vody v prostředí města ovlivňovala jeho rozvoj v průběhu staletí a dnes je malebným prvkem, který dává centru Is-sur-Tille kouzlo poklidného turistického městečka.
Místní obchody i veřejné služby pokrývají jak denní potřeby obyvatel Is-sur-Tille, tak potřeby návštěvníků a turistů. Jsou tu např. 4 restaurace a 2 hotely, 3 supermarkety, několik pekáren a cukráren, řezníci, prodej ovoce a zeleniny. Ve městě je také nemocnice či pošta. Nejbližší vlaková stanice je u těsně sousedícího městečka Marcilly-sur-Tille.

## Historie
Poloha u řeky a v blízkosti obchodních cest určovala historii místa už odedávna. Archeologické výzkumy v 19. století prokázaly přítomnost Římanů zhruba na konci 2. nebo začátku 3. století našeho letopočtu, první písemná zmínka je ale až z roku 721.
O původu jména Is-sur-Tille (tedy v češtině "Is na Tille") existuje několik hypotéz: mohlo vzniknout z keltského slova "is" znamenajícího vodu, z římského příjmení Iccius nebo od jména egyptské bohyně Isis, jejíž kult se kdysi šířil i v gallsko-římské civilizaci.
Historie města je spojena se všemi významnými událostmi francouzských dějin. Už ve středověku tudy prošlo několik válek, za nichž bylo město vyrabováno a zničeno.
Z období novověku se připomíná např. rok 1535, kdy Is-sur-Tille navštívil král František I. Městu se nevyhnuly hugenotské války ve 2. polovině 16. století. Za krále Jindřicha IV. se obyvatelé Is-sur-Tille prohlásili za protestantskou komunitu. A v roce 1636 bylo město opět vydrancováno.
18. století bylo pro město poměrně klidnějším obdobím a další velké pohromy přineslo až 19. století: nejprve tu několikrát prošla cizí vojska v letech 1814-1815 na konci prvního Francouzského císařství, pak tu v roce 1871 pobývalo pruské vojsko při obléhání Dijonu.
Ve 20. století si Is-sur-Tille vybrala americká armáda pro vybudování velkého vojenského tábora. „Camp Williams“ byl vybudován mezi říjnem 1917 a březnem 1918, kdy se v něm už mohlo ubytovat 24 000 mužů. Zároveň tu byl i obrovský sklad pro zásobování amerických expedičních sil. Kromě polní nemocnice tu byla také největší pekárna na světě, která mohla denně vyrobit 365 tun chleba. Tábor byl uzavřen během roku 1919. Za krátkou dobu jeho existence jím prošly téměř dva miliony amerických vojáků a asi čtyři miliony tun dodávek. Po táboře ani po jeho mohutné protiletadlové obraně se ale nezachovaly prakticky žádné stopy.
Událostí, která významně přispěla k rozvoji Is-sur-Tille a k oživení místní ekonomiky, bylo v roce 1958 otevření nedalekého Centra pro jaderný výzkum (CEA Valduc).

## Památky a zajímavosti
Na kulturním dědictví města se podepsala opakovaná vyplenění, k nimž docházelo až do osmnáctého století. Mezi dochované pozoruhodné stavby patří kostel Saint-Lèger (kostel sv. Leodegara) z 12. století. Z hradu ze 16. století se dochovala pouze věž, v jejíž bezprostřední blízkosti se nachází hrad Charbonnel, postavený v 17. století a přestavěný v 19. století. Zajímavé jsou ale i novější budovy, například neoklasicistní radnice z roku 1779 nebo hotel Le Compasseur de Courtivron. V bývalé tržnici postavené na konci 19. století je dnes turistická kancelář.
Pozoruhodný je Velký most, postavený v roce 1748. Má 5 oblouků proti proudu a 6 oblouků po proudu: voda protéká pod bývalým panským sídlem vedle mostu, kde poháněla mlýn.
Na americký tábor Camp Williams z doby první světové války upomíná Památník mrtvých, kde jsou jména místních občanů padlých v letech 1914-1918, po stranách medailony představující amerického a francouzského vojáka, a na zadní straně je 238 jmen amerických vojáků, kteří tu zemřeli.
Historické centrum města je památkově chráněno.
Další zajímavosti:
- Is-sur-Tille je součástí Společenství obcí údolí Tille a Ignon,
- má zde sídlo Bratrstvo burgundského lanýže, založené v roce 1994 na podporu hledání známé lahůdky pomocí psů,[5]
- ve francouzské Soutěži květinových měst bylo Is-sur-Tille oceněno dvěma květinami.

## Osobnosti se vztahem k obci
- François Louis Bouchu (1771-1839), francouzský generál z doby prvního Francouzského císařství, narozený v Is-sur-Tille
- Joseph Claude Marie Charbonnel, francouzský generál z doby prvního Francouzského císařství a bývalý starosta Is-sur-Tille
- Georges Serraz (1883-1964), francouzský sochař, narozený v Is-sur-Tille
- Pierre Briout (1915-1944), francouzský odbojář, narozený v Is-sur-Tille a zavražděný Němci
- Gilles Roussel alias Boulet (* 1975), francouzský karikaturista

## Is-sur-Tille v historii československých železnic
Železniční trať z Dijonu do Langres přes Is-sur-Tille byla postavena v roce 1863, a v dalších letech se pak z města stala významná železniční křižovatka. To byl pravděpodobně hlavní důvod, proč v blízkosti tábora „Camp Williams“ vznikl i „železniční dvůr“, kde Američané soustředili ukořistěné lokomotivy a vagóny.
Po vzniku Československa se nově zřízené Československé státní dráhy potýkaly s nedostatkem lokomotiv. Situace byla kritická zejména na Slovensku, kam v březnu 1919 vtrhla Uherská revoluční armáda, a když pak po zásahu mocností Dohody ustoupila, brala s sebou vše, včetně lokomotiv, které tam předtím na výpomoc předisponovala správa železnic z českých zemí.
Ministerstvu železnic (ministrem byl v té době Isidor Zahradník) se podařilo s podporou americké půjčky zakoupit celkem 92 ukořistěných původně německých lokomotiv. Tyto mnohdy značně poškozené stroje ovšem bylo nutné převzít a uvést do provozuschopného stavu právě v „železničním dvoře“ v Is-sur-Tille, v doslova polních podmínkách. Akce začala v červnu 1919 a postupně se na ní vystřídalo 337 českých strojníků, strojvůdců a topičů. Ubytování a stravování měli zajištěno v americkém táboře, který ale už v té době postupně přebírali Francouzi. Poslední z 37 transportních konvojů odjížděl z Is-sur-Tille 15. září 1919.

## Galerie

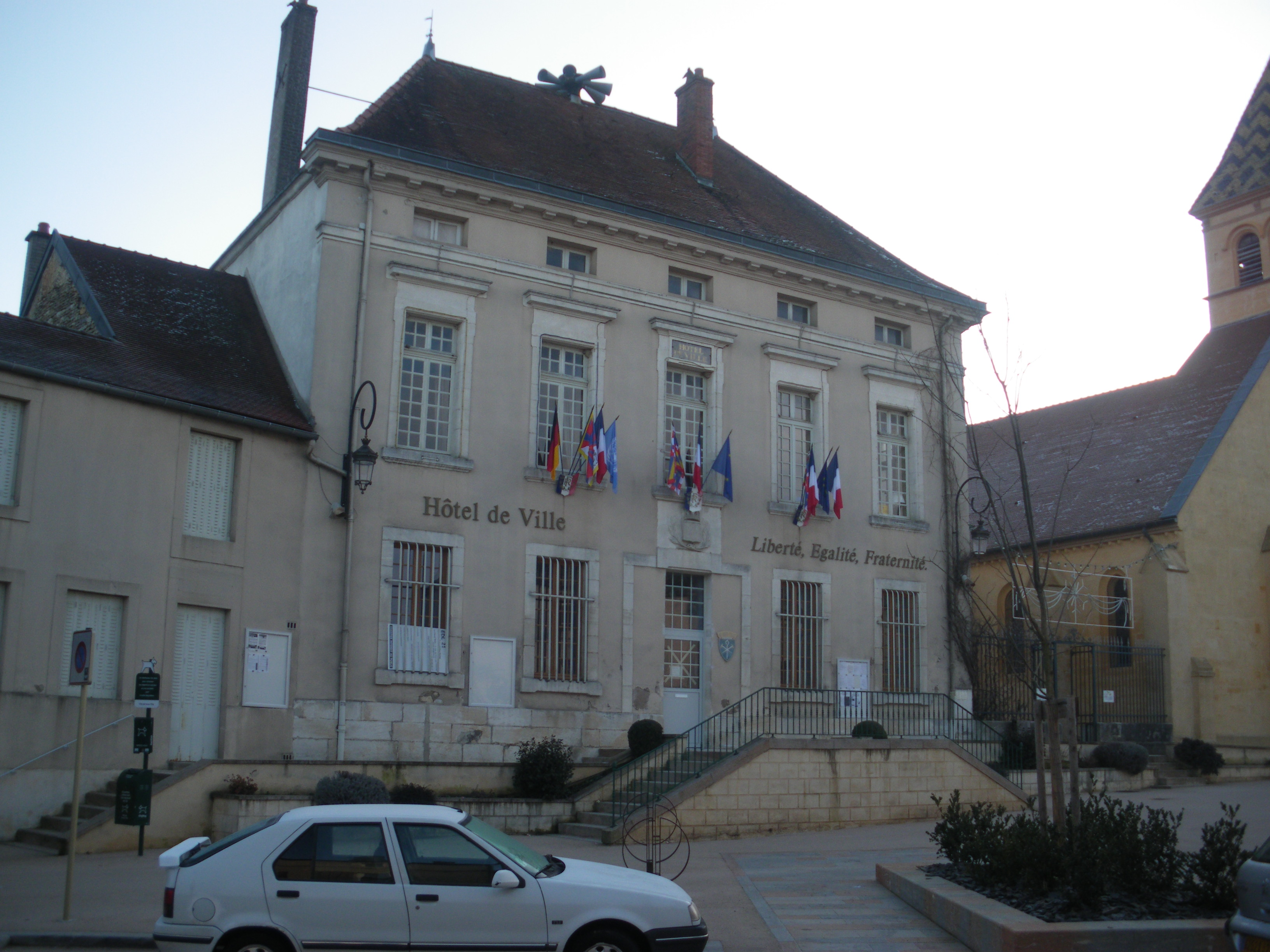
Radnice
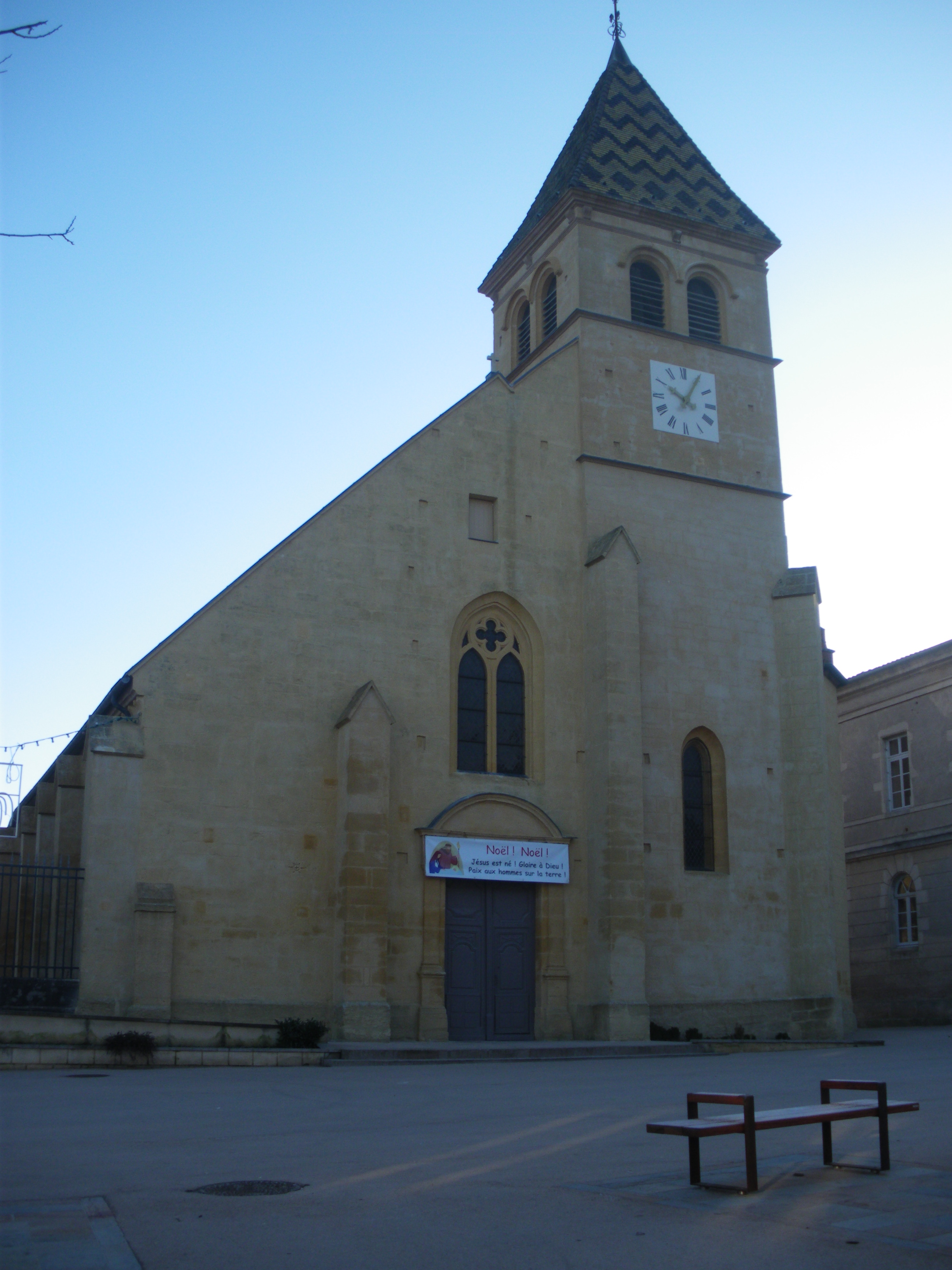
Kostel Saint-Lèger
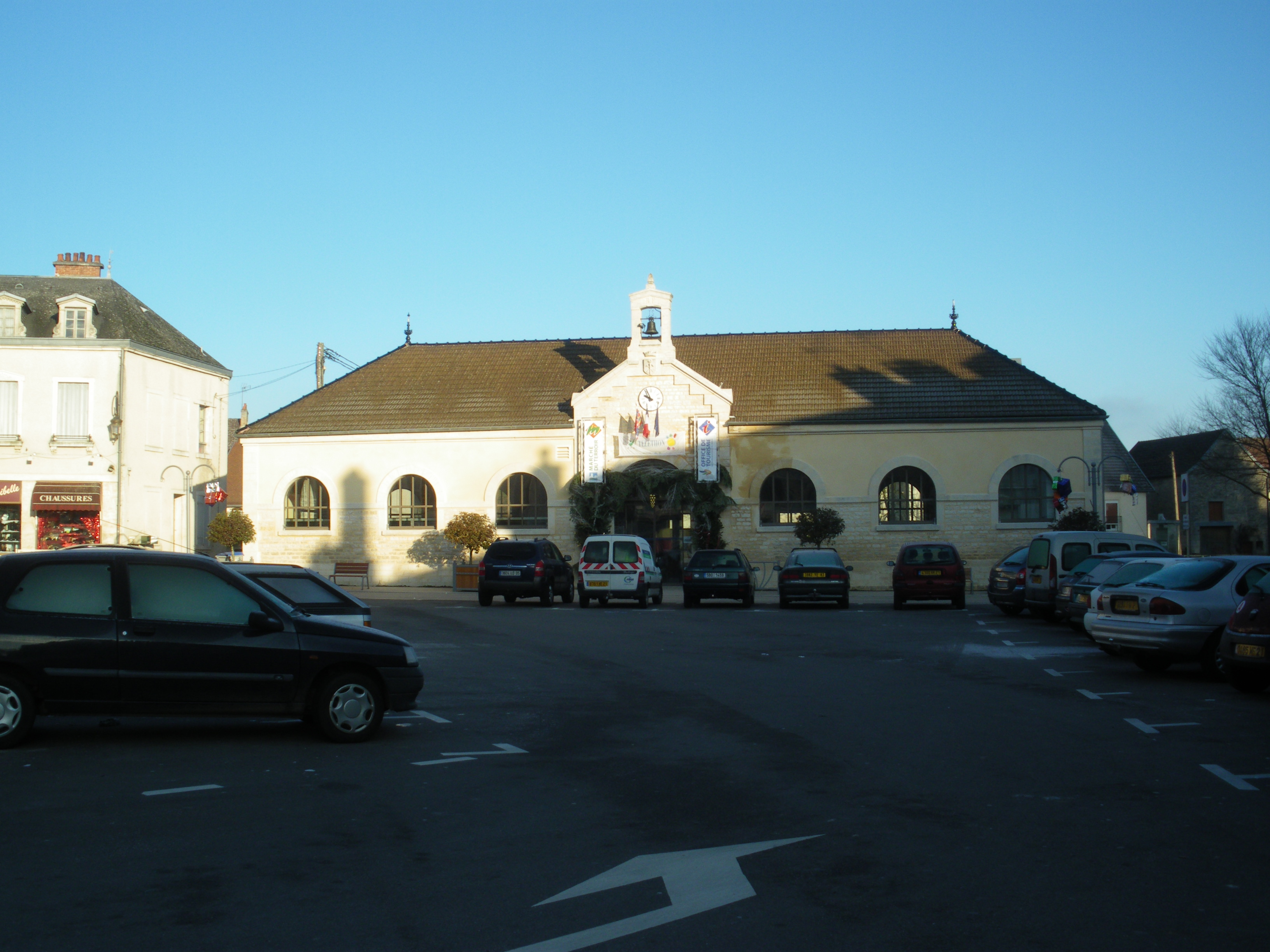
Turistická kancelář
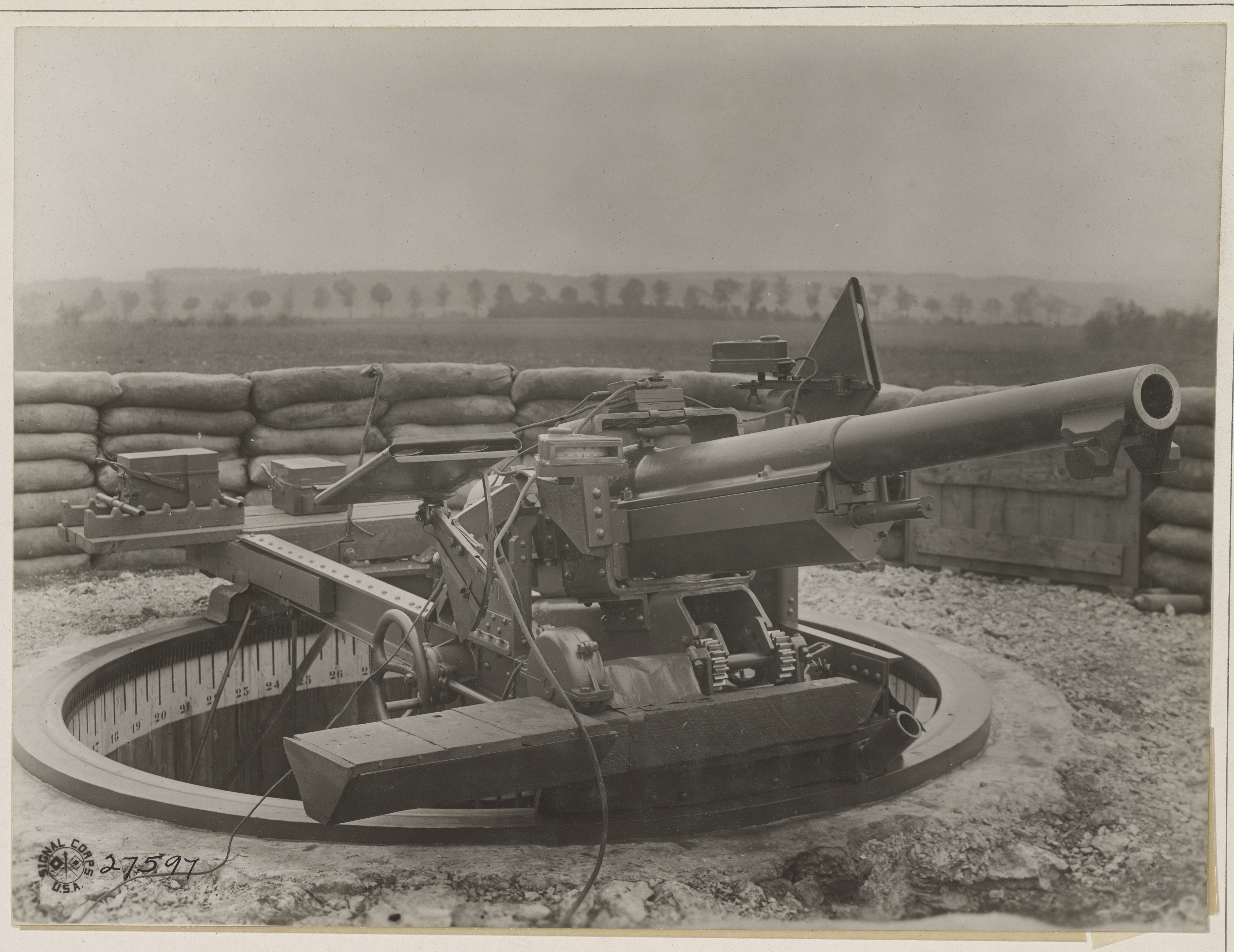
Americký protiletadlový kanon z doby Velké války
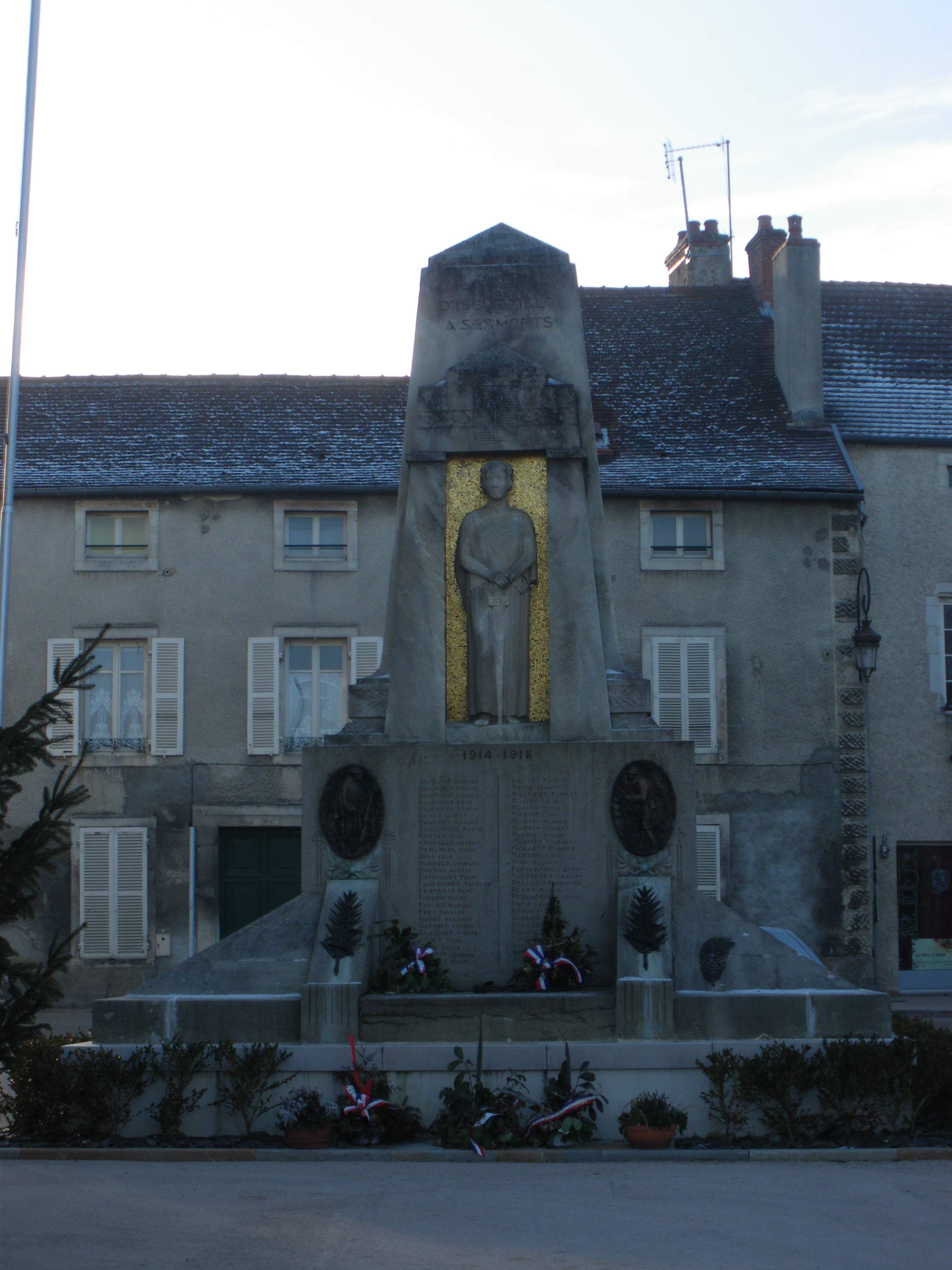
Památník mrtvých
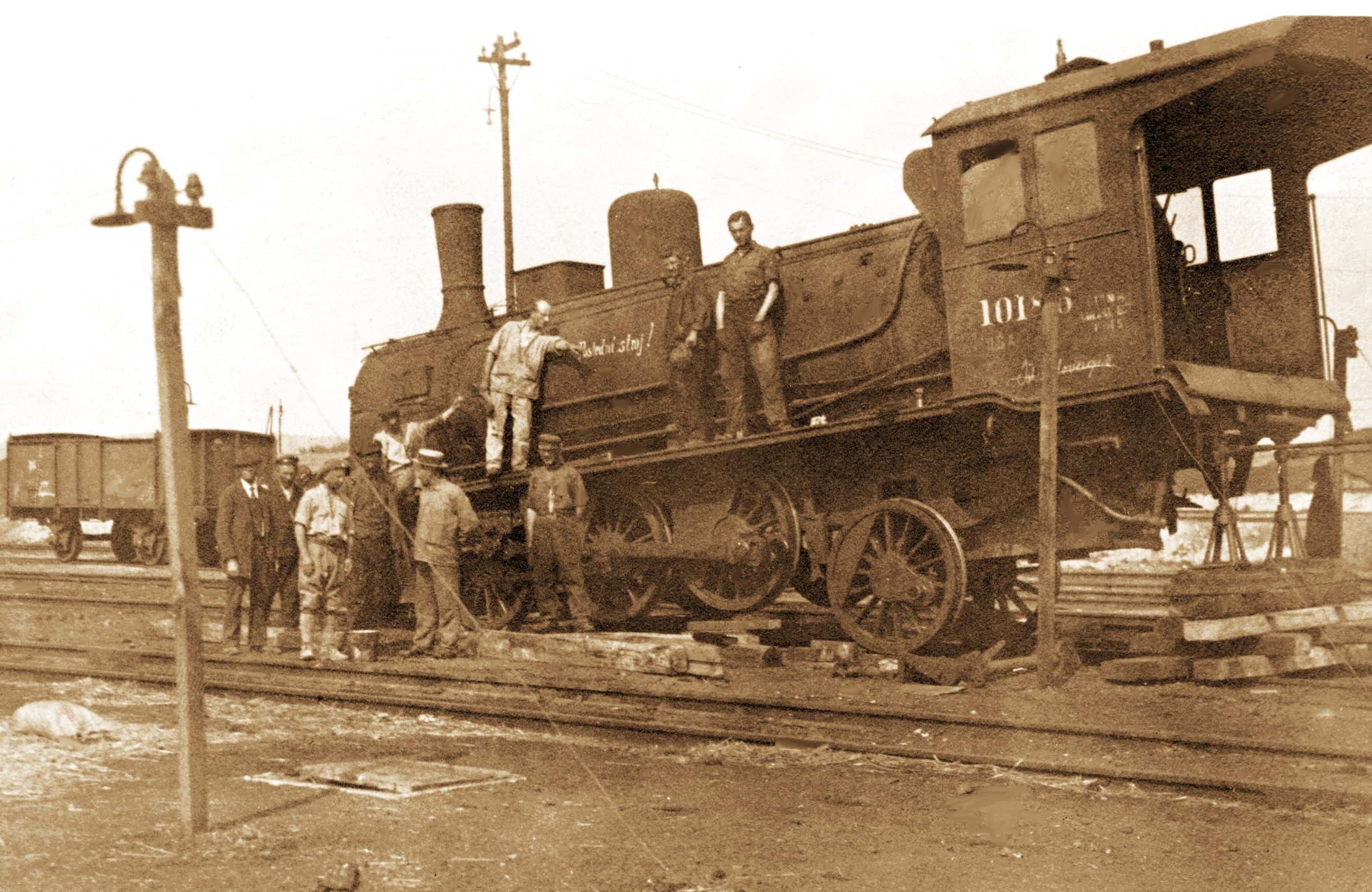
Poslední lokomotiva G7.2 převzatá pro Československo v srpnu 1919